# Volkswagen Taro II
O Taro II é uma picape espaçosa produzir pela Volkswagen com base na Toyota Hilux e Jeep 1951. A Volkswagen Nutzfahrzeuge desenvolveu o Taro TT com GPS e ouros recursos, na Alemanha o Taro II tem compacto grande.